# Synagoge (Gernsbach)

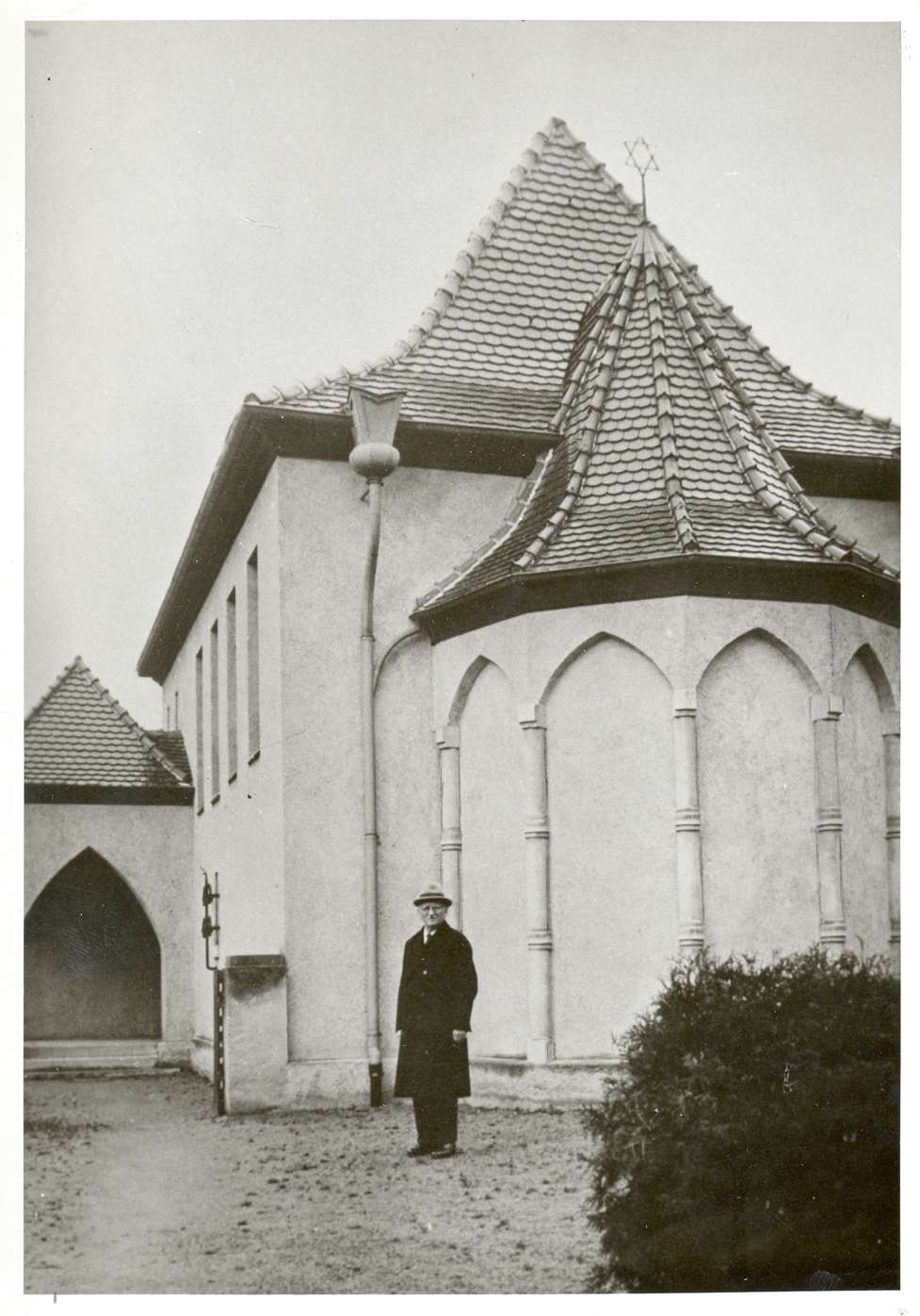
Synagoge Gernsbach (vor 1938), Foto beim Landesarchiv Baden-Württemberg

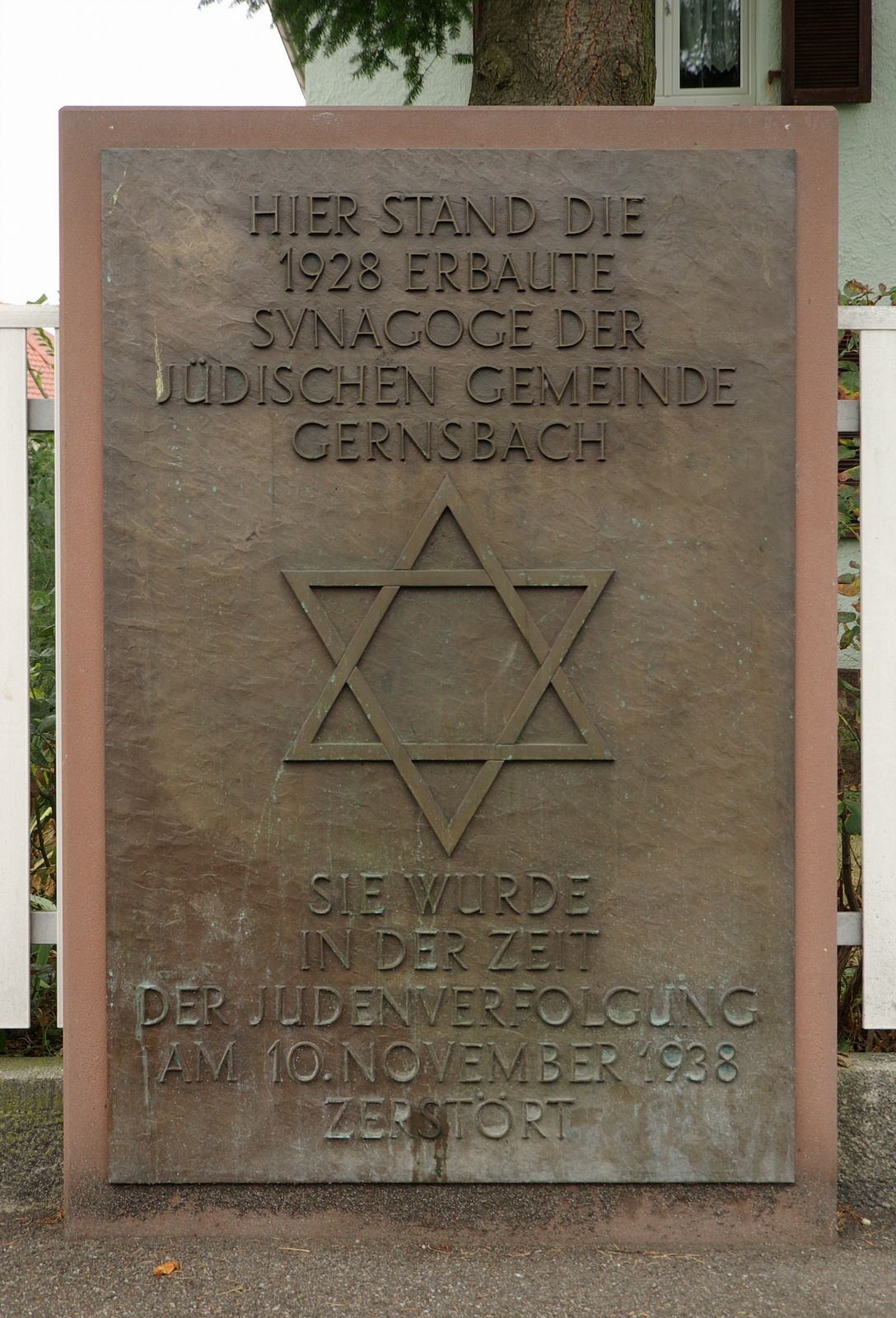
Gedenktafel in der Austraße

Die Synagoge in Gernsbach, einer Stadt im baden-württembergischen Landkreis Rastatt, wurde 1927/28 errichtet. Die Synagoge in der Austraße 3 wurde während der Novemberpogrome 1938 zerstört.

## Geschichte
Einen Betsaal der Gernsbacher jüdischen Gemeinde gab es spätestens in der Mitte des 19. Jahrhunderts in der Altstadt. 1860 entstand eine Synagoge in der Färbertorstraße. Deren Nachfolgebau wurde nach Plänen des Karlsruher Architekten Richard Fuchs (1887–1947) in einem Neubaugebiet errichtet. Die feierliche Einweihung fand am 15. Juli 1928 statt. Anwesend waren der Offenburger Bezirksrabbiner Isidor Zlociski, der die Festpredigt hielt, und der Konferenzrabbiner Julius Zimels aus Freiburg.
Am frühen Nachmittag des 10. November 1938 wurde die Gernsbacher Synagoge durch SA-Männer aus Gaggenau niedergebrannt. 
Auf den Fundamenten der ehemaligen Synagoge wurde ein Wohnhaus errichtet, das 1944 durch einen Luftangriff zerstört wurde. Nach 1945 wurde das Grundstück wieder mit einem Wohnhaus bebaut. 

## Gedenken
Seit dem 10. November 1985 erinnert eine bronzene Gedenktafel an die Synagoge.